# Yorkton
Yorkton est une ville du centre-est de la province de la Saskatchewan au Canada. Sa population municipale atteint 16 280 habitants en 2021 pour une superficie de 24,57 km2. La ville se situe sur la route transcanadienne Yellowhead à environ 175 km au nord-est de Regina et à 60 km de la frontière du Manitoba.

## Historique
Yorton a été fondé comme colonie en 1882 et s'est développé à la suite du chemin de fer en 1889. Cette colonie a été classée comme ville en 1928.

## Démographie
| 1971   | 1976   | 1981   | 1986   | 1991   |
| ------ | ------ | ------ | ------ | ------ |
| 13 430 | 14 119 | 15 339 | 15 574 | 15 315 |

| 1996   | 2001   | 2006   | 2011   | 2016   |
| ------ | ------ | ------ | ------ | ------ |
| 15 154 | 15 107 | 15 038 | 15 669 | 16 343 |

| 2021   | - | - | - | - |
| ------ | - | - | - | - |
| 16 280 | - | - | - | - |

## Administration
| -2000     | 2000-2006  | 2006-2009   | 2009-2012    | 2012-2020   | 2020-2024      | 2024-2028    |
| --------- | ---------- | ----------- | ------------ | ----------- | -------------- | ------------ |
| Ben Weber | Phil DeVos | Chris Wyatt | James Wilson | Bob Maloney | Mitch Hippsley | Aaron Kienle |
| [ 7 ]     | [ 7 ]      | [ 8 ]       | [ 9 ]        | [ 10 ]      | [ 11 ]         | [ 11 ]       |